# La cruz de mayo (película)
La cruz de mayo es una película española de género musical estrenada en 1955, dirigida por Florián Rey y protagonizada en los papeles principales por Gracia de Triana y Miguel Ligero.

## Sinopsis
Coral es una chica sevillana que trabaja en una fábrica de cerámicas para sacar adelante a su familia, aunque su máxima ilusión es dedicarse al cante. Cuando es elegida por su buena voz y cualidades para ir a una academia de arte, acaba consiguiendo un buen contrato con el que comienza su carrera artística.

## Reparto
- Gracia de Triana como Coral Torres García.
- Miguel Ligero como	Curro Tormento.
- José Nieto como Pepe Platino.
- José María Seoane como Antonio Jiménez.
- Aurora García Alonso como	Pepa Calandria.
- Salvador Soler Marí como Don Manuel.
- Santiago Rivero como Juan Diego.
- José Prada como Don Ricardo.
- Xan das Bolas como Félix.
- José Calvo como Fiscal.
- Aníbal Vela como Presidente del tribunal.
- José Luis Lespe como Pedro Santamaría Fernández.
- Emilio Santiago como Paco Servilleta.